# Disc Jam
Disc Jam est un jeu vidéo développé et édité par High Horse Entertainment, sorti le 7 mars 2017 en Amérique du Nord, en Europe et en Australie sous format dématérialisé sur PlayStation 4 et sur la plate-forme de distribution en ligne Steam. Puis, en février 2018, il est publié sur l'eShop de la Nintendo Switch.

## Système de jeu

### Généralités
Disc Jam est un jeu vidéo en vue à la troisième personne qui consiste en un affrontement sportif au frisbee sur un terrain rectangulaire, hybride entre un court de tennis et une aire de volley-ball, séparé en deux par un filet qui délimite les deux camps. Le but des joueurs est de renvoyer un frisbee, grâce à différents lancers (coup direct, lob, lancer incurvé et spécial), dans la zone adverse, sans que le ou les adversaires ne puissent l’attraper, afin de marquer des points. Disc Jam s'appuie sur un multijoueur compétitif, jouable aussi bien en ligne (lors de partie en 1 contre 1 ou 2 contre 2) qu'en réseau local en écran partagé.
Le jeu reprend de nombreux éléments du jeu d'arcade Windjammers, en ce qui concerne le gameplay,.

### Règles
Un match se déroule en set de 50 points. En début de rencontre, un camp est choisi aléatoirement pour servir le frisbee. Le joueur inscrit des points lorsque le frisbee touche le sol du camp adverse ou atteint l'extrémité opposé du terrain. Par ailleurs, plus il renvoie rapidement le frisbee, plus ce dernier prend de la vitesse, ce qui le force à prendre des décisions instantanément. Un compteur, qui démarre au chiffre 5 et présent sur le filet, augmente à chaque passage du disque dans un camp et est converti en points dès lors qu'un joueur n'a pas récupéré le frisbee. Un service réussi, autrement dit un ace, rapporte instantanément 10 points. Le premier camp à gagner deux sets remporte la victoire.

### Personnages
Le joueur peut choisir, via le menu du jeu vidéo, de contrôler l'un des personnages lesquels disposent de caractéristiques différentes. Lors d'une partie, il est possible qu'un personnage affronte son double :
- Gator, est un personnage complet.
- Haruka, ajouté lors du lancement de Disc Jam, c'est le personnage qui se déplace le plus rapidement sur le terrain, une qualité contre-balancée par un faible renvoi du frisbee.
- Makenna, décrite comme « rapide et technique », elle est celle qui donne le plus d'effet au disque, en particulier lors de lancers incurvés.
- Stanton, à l'inverse de Haruka, est le personnage le plus lent mais qui renvoie les frisbees les plus vifs.
- Kahuna, ajouté lors de la mise à jour 1.15, possède des capacités équilibrées[4].

### Personnalisation
Au terme d'une rencontre, des points sont offerts à chaque joueur quel que soit le résultat. Forcément, une victoire rapporte plus de points. Lorsque le joueur atteint 1000 points, il peut les dépenser dans un distributeur qui contient des centaines de prix, c'est-à-dire des apparences de personnages ou de frisbees, des taunts, des titres et des emblèmes. Ainsi, si une personnalisation est présente au sein de Disc Jam, les objets ne sont toutefois déblocables qu'au compte-gouttes.

## Développement
Le jeu est développé par High Horse Entertainment, un studio indépendant formé par deux anciens employés d'Activision : Jay Mattis et Timothy Rapp. À eux deux, ils ont auparavant contribué envers les séries de jeux vidéo Tony Hawk's, Call of Duty et Guitar Hero. Disc Jam est d'abord annoncé en juin 2016 dans le cadre de l'E3 2016. Au cours du développement du jeu, le studio propose une bêta fermée sur PC fin 2016 et une seconde, cette fois-ci ouverte, sur Playstation 4, à partir du 17 février 2017,.
Le 1er mars 2017, Sony annonce que Disc Jam fait partie des jeux PlayStation Plus offerts uniquement pour le mois de mars 2017. Le jeu sort finalement le 7 mars 2017 ; à cette occasion, le studio ajoute un nouveau personnage, non-présent durant la bêta, qui porte leur nombre à quatre. Toutefois, le studio continue son développement et prévoit « de nouveaux personnages, de nouveaux terrains et modes de jeux ». En outre, le jeu subit de nombreuses maintenances ou mises à jour la semaine suivant sa commercialisation afin de corriger des bugs et d'améliorer l'accès au multijoueur.
Début avril 2017, High Horse Entertainment publie la version 1.08 du jeu qui ajoute un système de classement global. Après 10 rencontres, le joueur obtient un score qui augmente lors des victoires ou diminue après une défaite. Cette mise à jour offre également l'opportunité au joueur de consulter ses statistiques de jeu en multijoueur tels que par exemple le total de matchs joués, le nombre d'aces ou encore le pourcentage de victoires ; ainsi que de les comparer avec les joueurs du monde entier via un classement global,.
Le 16 juin de la même année, le studio annonce la version 1.10 avec l'ajout de la fonctionnalité cross-play, permettant aux possesseurs de Disc Jam sur PS4 et PC de se rejoindre sur des serveurs communs. Cette mise à jour prend place à partir du 11 juillet.
Une version du jeu est ensuite développée sur Nintendo Switch et sort le 8 février 2018. Il est alors possible de jouer en cross-play avec des joueurs sur PS4 et PC. Cette sortie est suivie par une mise à jour majeure pour les versions PS4 et PC du jeu. Désormais, un mode en solo intitulé Ghost Arcade est disponible, où le joueur est amené à défier un personnage contrôlé par l'I.A. Par ailleurs, un nouveau personnage prénommé Lannie, est ajouté avec des capacités équilibrées. L'ensemble de ces nouveautés s'appliquent également à la version Switch.

## Accueil

### Critiques

#### Pré-publication
La version bêta du jeu est généralement bien reçue par les critiques et les joueurs. Nombre de journalistes estiment que Disc Jam est semblable à Rocket League et qu'il possède le même potentiel grâce à un multijoueur compétitif attrayant et une personnalisation complète des personnages,,,.

#### Produit final
Au vu d'une faible promotion, peu de journalistes de la presse spécialisée ont testé Disc Jam, tant et si bien que peu de critiques sont rédigées avant ou durant la sortie du jeu. Au fur et à mesure des semaines, qui suivent la commercialisation du jeu vidéo, les critiques s'amoncellent et sont parfois positives, d'autres mitigées mais aucune n'est mauvaise. Beaucoup de journalistes ont remarqué les similarités avec le jeu d'arcade Windjammers, pourtant sorti sur Neo-Geo MVS en 1994. Tandis que la plupart d'entre eux partagent également l'idée qu'une prise en main rapide d'un gameplay attrayant et un multijoueur compétitif rappellent Rocket League. Jeuxvideo.com introduit son test par la phrase suivante « il suffit de jeter un œil à Disc Jam pour constater que le studio [...], tire son inspiration de deux jeux : Windjammers et Rocket League ».
Cependant, le temps d'attente pour trouver une partie en multijoueur est jugé trop long et les problèmes de connexion durant les rencontres sont souvent pointés du doigt, car ils engendrent des latences dans le jeu ou des déconnexions. Pour cela, Jeuxvideo.com considère le online comme « limité et instable ».